# Chaetosphaeria anglica
Chaetosphaeria anglica är en svampart som beskrevs av P.J. Fisher & Petrini 1983. Chaetosphaeria anglica ingår i släktet Chaetosphaeria och familjen Chaetosphaeriaceae.   Inga underarter finns listade i Catalogue of Life.